# Henri Tougard
Henri Tougard, né le 8 juin 1914 à Paris et mort le 9 août 1996 à Bois-Guillaume, est un architecte et urbaniste français.

## Biographie
Henri André Émile Tougard est né le 8 juin 1914 à Paris de Clémence Tougard.
Élève de l'École des beaux-arts, il suit les ateliers de Georges Guiard, Paul Bigot, Auguste Perret, André Remondet et Alexandre Courtois. En 1933, il remporte le 1er prix du concours de la Société nationale des architectes de France. Il est diplômé le 15 février 1944.
Admirateur de Le Corbusier, il s'inscrit dans le courant moderne.
Il reçoit le deuxième second grand-prix de Rome en 1946. Architecte à Paris de 1949 à 1951, il s'installe d'abord à Mont-Saint-Aignan puis à Rouen où il crée au début des années 1950, avec les architectes Michel Ratier et Robert Bonnet, l'atelier d'architecture ACOPA, 20 rue de Fontenelle.

## Réalisations
- 1951 : Îlot 11 à Rouen[3] ;
- 1954 : Église Saint-Rémy de Quibou (50)[4] ;
- 1955 : Tour de la Sécurité Sociale, boulevard d'Orléans, « premier gratte-ciel » de Rouen[5] ;
- 1955, 1958 : Immeuble à appartements et casino (collaboration Georges Feray), esplanade Louis Aragon au Tréport
- 1959 : La Banane, immeuble de logements rue Henri-Dunant aux Sapins sur les Hauts de Rouen[6] ;
- 1960 : Parking-silo, face au palais de justice de Rouen (à l'emplacement de l'actuel Espace du Palais) ;
- 1962 : Immeubles des 5 parc de la Bresle et parc du Cailly et 6 parc de la Durdent, en association avec l'agence ATAUB, à Mont-Saint-Aignan ;
- 1971 : Résidence Saint-Roch à Mont-Saint-Aignan ;
- 1974 : Hôtel de ville du Grand-Quevilly.

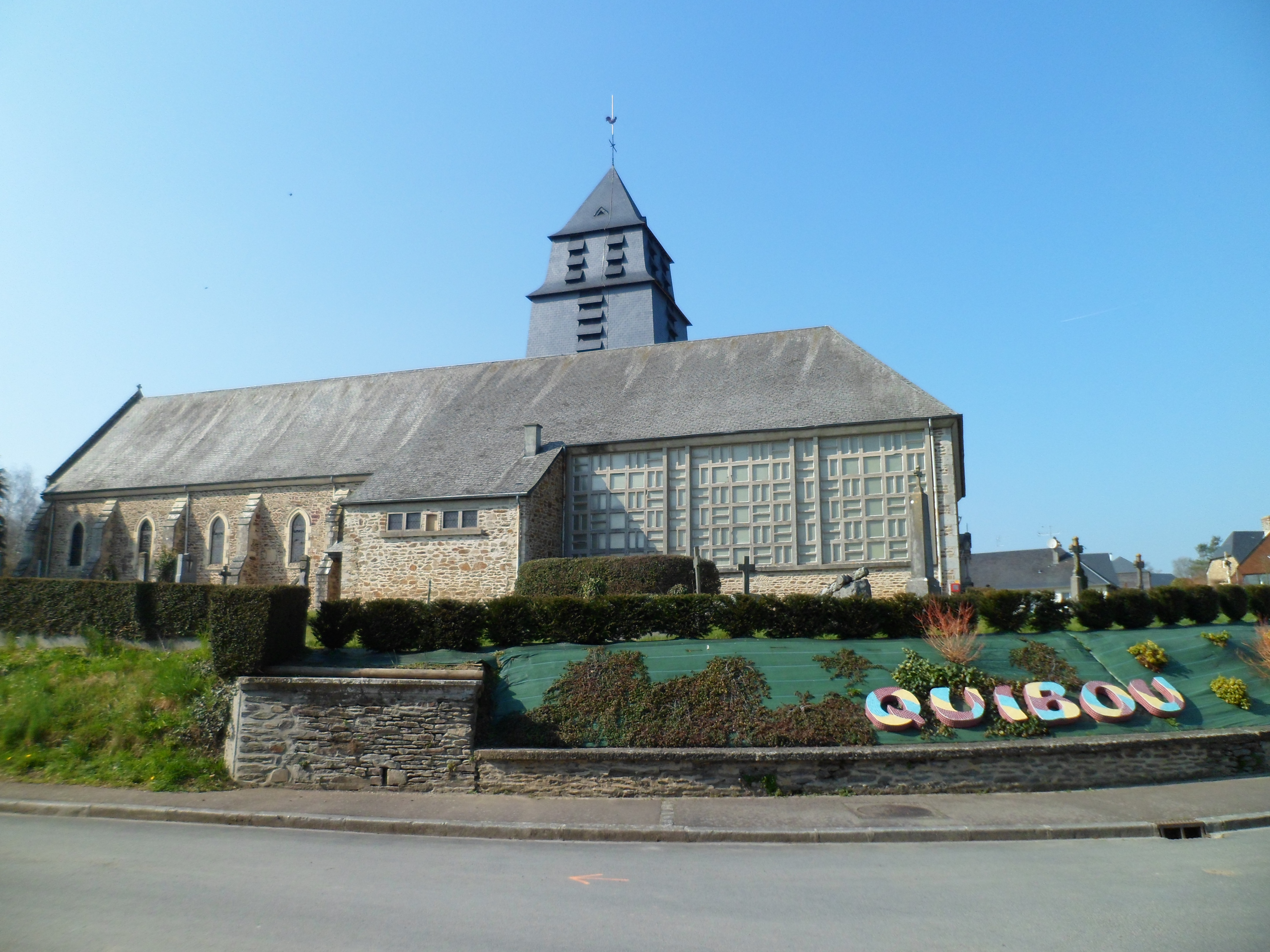
Église Saint-Rémy de Quibou
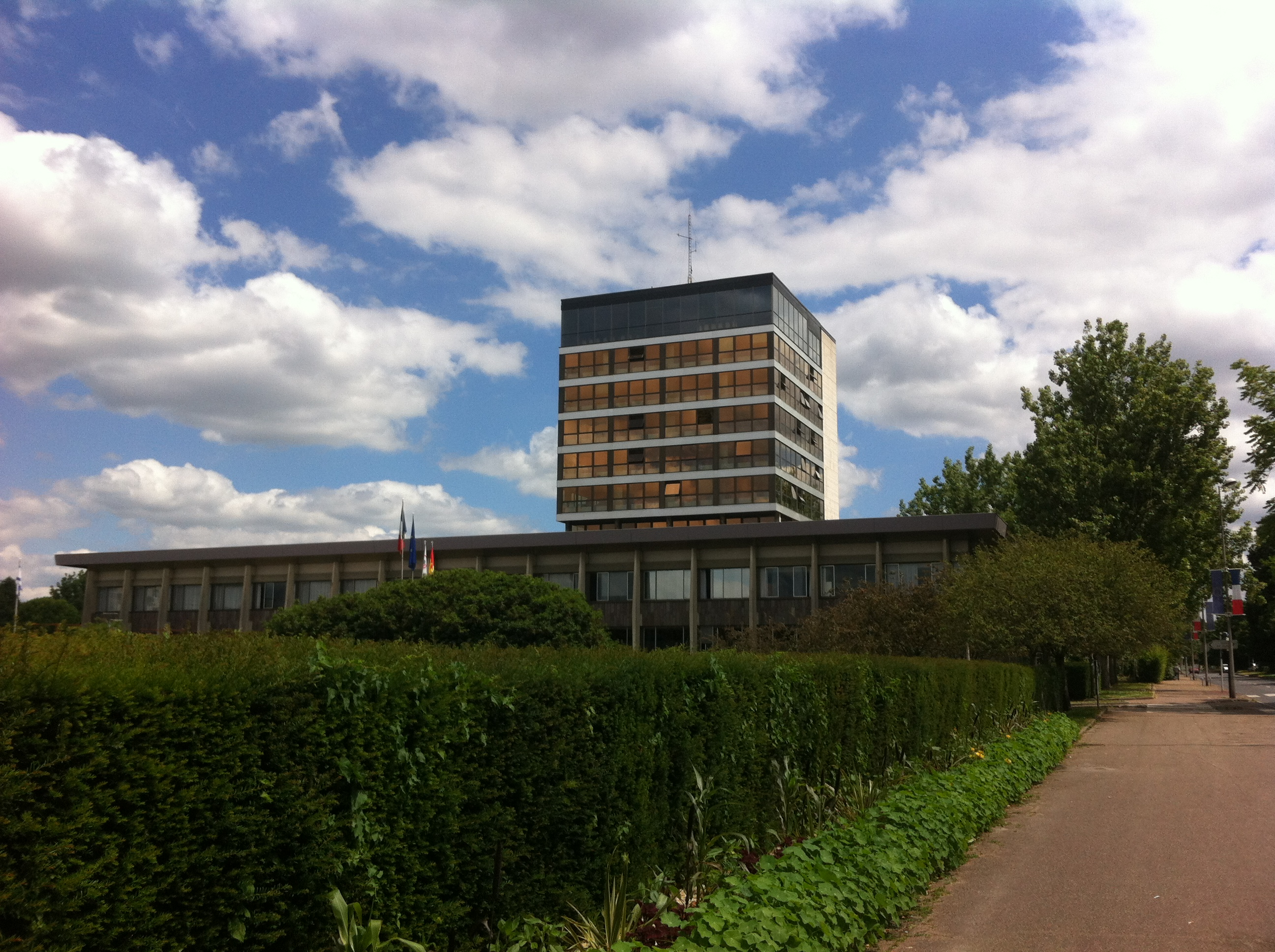
Hôtel de ville du Grand-Quevilly